# زكرونة سماوية
ذِكْرُونَة زرقاء أو الزكرونة السماوية أو بق درعي أزرق (بالإنجليزية: Zicrona caerulea)‏، هي نوع من الحشرات من جنس زكرونة.